# Jacopo Sala
Jacopo Sala (Bérgamo, provincia de Bérgamo, 5 de diciembre de 1991) es un futbolista italiano. Juega como defensa y se encuentra sin equipo.

## Trayectoria
Sala comenzó su carrera futbolística en las inferiores del Atalanta BC, antes de ser transferido al Chelsea FC en 2007. Sala tuvo la oportunidad de disputar partidos con el equipo juvenil durante la pretemporada, siendo probado en diferentes posiciones, tanto de lateral derecho, como de delantero. Al final, Sala mostró su talento al jugar como extremo por derecha, destacando en dicha posición.
Sala comenzó la temporada 2007-08 con el equipo sub-16, en el cual destacó de tal forma que el entonces entrenador del equipo juvenil, Paul Clement, lo llamó para disputar un partido ante el Charlton Athletic, partido en el que el Chelsea se impuso por 5-1. En ese partido, Sala contribuyó notablemente, al haber dado una asistencia de gol. Luego, Sala anotó un hat-trick con el equipo sub-16 ante el Portsmouth FC, incluyendo un gol de tiro libre desde una distancia de 23 metros.
En la temporada 2008-09, Sala fue promovido al equipo juvenil, terminando como el segundo jugador con mayor cantidad de partidos disputados durante la temporada, acumulando 27 partidos y 8 anotaciones. En la temporada 2009-10, Sala fue promovido al equipo de reservas, debutando ante el Aston Villa el 24 de agosto de 2009 y, aunque el Chelsea fue derrotado por 4-0, Sala tuvo un alentador debut. Aunque Sala formaba parte del equipo de reservas, siguió disputando partidos con el equipo juvenil en la FA Youth Cup, siendo parte fundamental en la obtención del título. Su partido más destacado fue en las semifinales del torneo ante el Blackburn Rovers el 22 de marzo de 2010, en el que Sala anotó un doblete, contribuyendo en la victoria del Chelsea por 4-0, para luego consagrarse campeón.
A principios de 2010, Sala fue promovido al primer equipo, asignándosele el dorsal 46. Luego, en septiembre de 2010, Sala fue inscrito en la Lista B de la plantilla que disputó la Liga de Campeones, utilizando el dorsal 55. El 14 de noviembre de 2010, Sala fue convocado a su primer partido de Premier League ante el Sunderland AFC, aunque permaneció en la banca durante todo el encuentro. En ese partido, el Chelsea fue derrotado por 3-0. También fue llamado a su primer encuentro de Liga de Campeones ante el MŠK Žilina nueve días después, aunque tampoco logró hacer su debut. En dicho encuentro, el Chelsea se impuso por 2-1. Sala continuó siendo llamado a la banca en algunos encuentros de liga, sin siquiera poder debutar con el primer equipo, mientras que en el equipo de reservas solamente estuvo presente en 12 encuentros, ya que sufrió una lesión que lo mantuvo fuera de las canchas durante gran parte de la segunda mitad de la temporada.
El 3 de junio de 2011, Sala fue contratado por el Hamburgo SV de Alemania, firmando un contrato de 3 años.

## Selección nacional
Sala fue internacional con la selección de Italia sub-16 y sub-17. También formó parte de la sub-19.

## Clubes
| Club                     | País     | Año       |
| ------------------------ | -------- | --------- |
| Hamburgo S. V.           | Alemania | 2011-2013 |
| Hellas Verona            | Italia   | 2013-2016 |
| U. C. Sampdoria (cedido) | Italia   | 2016      |
| U. C. Sampdoria          | Italia   | 2016-2019 |
| SPAL                     | Italia   | 2019-2020 |
| Spezia Calcio            | Italia   | 2020-2023 |
| Rimini F. C.             | Italia   | 2024      |